# 博季亞奇夫 (索卡爾區)
50°28′45″N 24°34′4″E / 50.47917°N 24.56778°E
博季亞奇夫（烏克蘭語：Бодячів），是烏克蘭西部的村莊，隸屬利維夫州的舍普季茨基區。該村面積1.57平方公里，海拔高度216米，2001年人口292，人口密度每平方公里185.99人。